# Ari Nyman

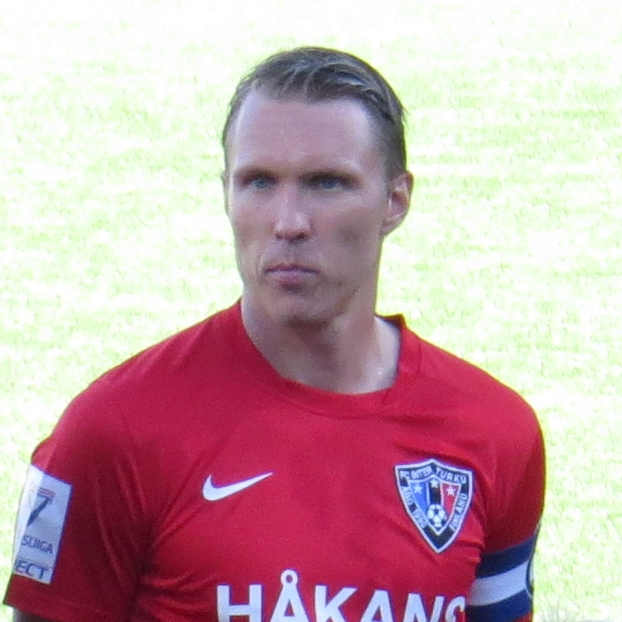
Foto do jogador finlandês Ari Nyman.

Ari Nyman (Lahti, 07 de fevereiro de 1984) é um ex-futebolista finlandês.